# Chemical Physics Letters
Chemical Physics Letters (abrégé en Chem. Phys. Lett. ou CPL) est une revue scientifique à comité de lecture. Ce journal publie des articles de recherche sous le format de communications dans le domaine de la chimie physique.
D'après le Journal Citation Reports, le facteur d'impact de ce journal est de 2,719 en 2021. Depuis 2020, les éditeurs en chef sont Benjamin Dietzek-Ivanšić (Université d'Iéna, Allemagne), Amir Karton (Université de Nouvelle-Angleterre, Australie), Ruifeng Lu (Université de science et technologie de Nankin, Chine) et David Tew (Université d'Oxford, Royaume-Uni).